# Armata dacică

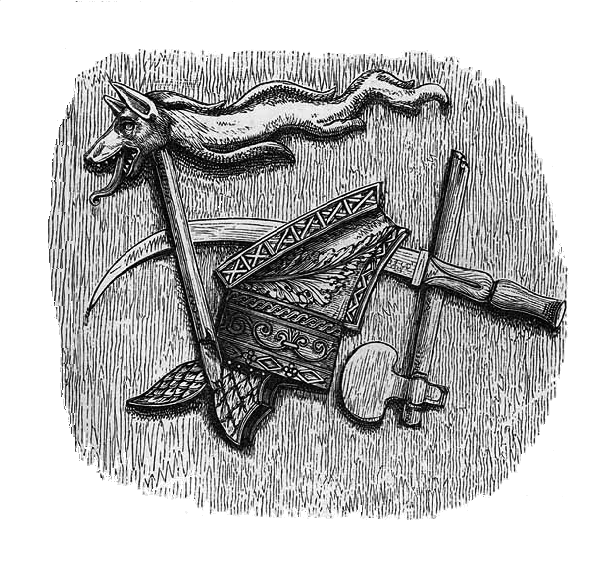
Arme, armură şi simbol de luptă dacice

Armata dacică este o oștire din Antichitate, care a fost activă între secolele al X-lea î.e.n. și al II-lea e.n., a triburilor dacilor care locuiau în nordul Balcanilor, în regiunea numită Dacia, care este astăzi în cea mare parte teritorii ale României.
Armata dacică dobândește notorietate în timpul lui Burebista (82-44 î.e.n.) și apoi în timpul împăraților romani Domițian (85-89) și Traian (101-106).

## Cadrul natural
În ceea ce privește modul de luptă al armatei dacice trebuie menționat faptul că un rol important în acest aspect l-a constituit cadrul natural în care Dacia a fost cuprinsă.  În timpul conducătorului Burebista (82-44 î.e.n.), Dacia era delimitată la nord de către Carpații Păduroși, la est de Marea Neagră, la sud de Munții Balcani, iar la vest până în străvechea regiune Boemia (teritoriu pe care în prezent se află Republica Cehă).

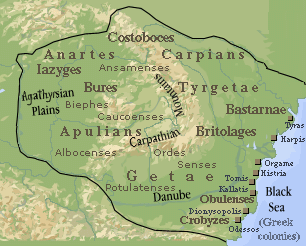
Dacia în timpul lui Burebista.

Încadrarea în ceea ce va fi redenumit ulterior în Spațiul Carpato-Danubiano-Pontic de către istorici le va oferi o serie de avantaje strategice și defensive care va permite armatei dacice să facă față unor popoare ale căror armate erau mult mai mari ca număr de soldați.

## Bătălii
- aprox anii 60 î. Hr contra tribului celtic Boii în Panonia, victorie dacă
- aprox anii 60 î.e.n. contra tribului Scordisci, victorie dacă
- anii 50 î. Hr împotriva cetăților grecești de la Marea Neagra, victorie daca.
- 87, prima bătălie de la Tapae, victorie dacă
- 101, a doua bătălie de la Tapae, victorie romană
- 102, bătălia de la Adamclisi, victorie romană
- 106, bătălia de la Sarmisegetusa, victorie romană

## Fortificații
Dacii au construit fortărețe în jurul Daciei, majoritatea pe Dunăre. O scenă de pe coloana lui Traian îi arată pe romani atacând o fortificație dacă cu ajutorului unui "testudo".